# Gartenzwergmanufaktur Philipp Griebel
Die Gartenzwergmanufaktur Philipp Griebel mit Sitz in Gräfenroda ist ein traditionsreicher Hersteller von Gartenzwergen.
Philipp Griebel, der Ausbildungen als Porzelliner und Tierkopfmodelleur absolviert hatte, gründete 1874 das Unternehmen. Ab den 1880er Jahren produzierte er Gartenzwerge. Nach seinem Tod 1893 übernahm sein Sohn Wendelin die Unternehmensleitung. Die Leipziger Messe war ein wichtiger Vertriebskanal. In den 1930er Jahren übergab Wendelin die Führung an seinen Sohn Willi. Die Produktion wurde auch während des Zweiten Weltkriegs nicht eingestellt.
Erst 1948 musste die Produktion vorübergehend unterbrochen werden, als das Land Thüringen die Herstellung von Gartenfiguren verbot. In der DDR-Zeit wurden die meisten Gartenzwerge für den Export nach Westdeutschland produziert. In den 1960er Jahren wurden neue Betriebsstätten errichtet, die Gartenzwergmanufaktur beschäftigte damals etwa 20 Mitarbeiter. Der Betrieb wurde in zwei Schritten bis 1972 verstaatlicht und firmierte nach Verschmelzung mit Balzer & Bock in VEB Terrakotta um. Willi Griebel schied 1980 aus dem Unternehmen aus.
Nach der Wende machte sich Willis Sohn Reinhard erneut selbständig. Das Unternehmen produziert individuell gefertigte Gartenzwerge aus Keramik und vertreibt sie unter anderem über das Internet. Auf dem Firmengelände befindet sich auch das Museum über die Geschichte der Gartenzwerge. Im Jahr 2021 ging Reinhard Griebel in den Ruhestand. Seit Januar 2021 wird das Traditionsunternehmen und das Museum von Helma Ortmann und Heidrun Viehweg unter dem Namen "Zwergstatt Gräfenroda" weitergeführt.